# Skate Canada International 2013
Skate Canada International 2013 – drugie w kolejności zawody łyżwiarstwa figurowego z cyklu Grand Prix 2013/2014. Zawody rozgrywano od 25 do 27 października 2013 roku w hali Harbour Station w Saint John.
Zwycięzcą wśród solistów został Kanadyjczyk Patrick Chan, a najlepszą solistką okazała się Rosjanka Julija Lipnicka. W rywalizacji par sportowych zwyciężyli reprezentanci Włoch Stefania Berton i Ondřej Hotárek, a wśród par tanecznych triumfowali Kanadyjczycy Tessa Virtue i Scott Moir.

## Wyniki

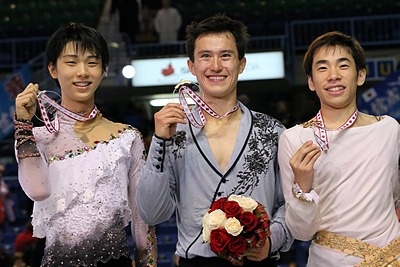
Medaliści w konkurencji solistów, od lewej Hanyū (JPN), Chan (CAN), Oda (JPN)

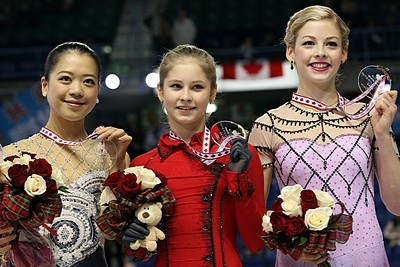
Medalistki w konkurencji solistek, od lewej Suzuki (JPN), Lipnicka (RUS), Gold (USA)

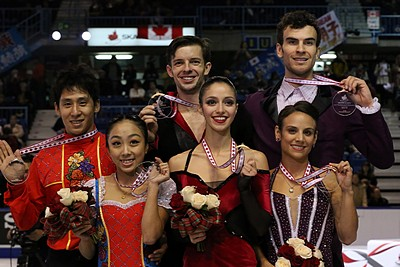
Medaliści w parach sportowych, od lewej Sui / Han (CHN), Berton / Hotárek (ITA), Duhamel / Radford (CAN)

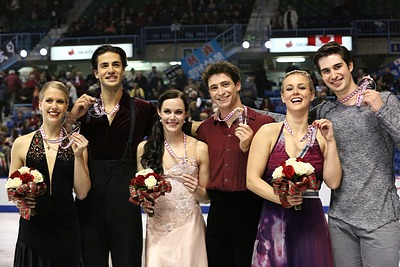
Medaliści w parach tanecznych, od lewej Weaver / Poje (CAN), Virtue / Moir (CAN), Hubbell / Donohue (USA)

### Soliści
| Poz. | Zawodnik        | Nota łączna | SP | SP    | FS | FS     |
| ---- | --------------- | ----------- | -- | ----- | -- | ------ |
| 1    | Patrick Chan    | 262,03      | 1  | 88,10 | 1  | 173,93 |
| 2    | Yuzuru Hanyū    | 234,80      | 3  | 80,40 | 2  | 154,40 |
| 3    | Nobunari Oda    | 233,00      | 2  | 80,82 | 3  | 152,18 |
| 4    | Michal Březina  | 218,32      | 7  | 71,71 | 5  | 146,61 |
| 5    | Joshua Farris   | 216,72      | 8  | 69,14 | 4  | 147,58 |
| 6    | Jeremy Abbott   | 215,95      | 4  | 74,58 | 6  | 141,37 |
| 7    | Elladj Baldé    | 205,19      | 6  | 72,35 | 7  | 132,84 |
| 8    | Andrei Rogozine | 197,35      | 9  | 68,31 | 9  | 129,04 |
| 9    | Ross Miner      | 196,89      | 10 | 66,71 | 8  | 130,18 |
| 10   | Takahito Mura   | 188,53      | 5  | 73,08 | 10 | 115,45 |

### Solistki
| Poz. | Zawodniczka     | Nota łączna | SP | SP    | FS | FS     |     |
| ---- | --------------- | ----------- | -- | ----- | -- | ------ | --- |
| 1    | Julija Lipnicka | 198,23      | 2  | 66,89 | 1  | 131,34 |     |
| 2    | Akiko Suzuki    | 193,75      | 3  | 65,76 | 2  | 127,99 |     |
| 3    | Gracie Gold     | 186,75      | 1  | 69,45 | 3  | 117,20 |     |
| 4    | Christina Gao   | 173,69      | 4  | 62,82 | 4  | 110,87 |     |
| 5    | Amelie Lacoste  | 163,11      | 6  | 59,13 | 6  | 103,98 |     |
| 6    | Courtney Hicks  | 162,00      | 9  | 50,70 | 4  | 111,30 |     |
| 7    | Natalja Popowa  | 149,59      | 7  | 52,36 | 7  | 93,52  |     |
| 8    | Veronik Mallet  | 138,13      | 8  | 50,71 | 8  | 87,42  |     |
| WD   | Kaetlyn Osmond  | DNF         | 5  | 60,32 |    | DNF    | DNF |

### Pary sportowe
| Poz. | Zawodnicy                         | Nota łączna | SP | SP    | FS | FS     |
| ---- | --------------------------------- | ----------- | -- | ----- | -- | ------ |
| 1    | Stefania Berton / Ondřej Hotárek  | 193,92      | 2  | 69,38 | 2  | 124,54 |
| 2    | Sui Wenjing / Han Cong            | 193,77      | 3  | 69,02 | 1  | 124,75 |
| 3    | Meagan Duhamel / Eric Radford     | 190,62      | 1  | 69,57 | 3  | 121,05 |
| 4    | Paige Lawrence / Rudi Swiegers    | 159,82      | 6  | 52,94 | 4  | 106,88 |
| 5    | Haven Denney / Brandon Frazier    | 158,83      | 5  | 55,01 | 5  | 103,82 |
| 6    | Lindsay Davis / Rockne Brubaker   | 153,71      | 7  | 52,69 | 6  | 101,02 |
| 7    | Mari Vartmann / Aaron Van Cleave  | 149,59      | 4  | 55,08 | 7  | 94,51  |
| 8    | Margaret Purdy / Michael Marinaro | 131,39      | 8  | 39,50 | 8  | 91,89  |

### Pary taneczne
| Poz. | Zawodnicy                              | Nota łączna | SD | SD    | FD | FD     |
| ---- | -------------------------------------- | ----------- | -- | ----- | -- | ------ |
| 1    | Tessa Virtue / Scott Moir              | 181,03      | 1  | 73,15 | 1  | 107,88 |
| 2    | Kaitlyn Weaver / Andrew Poje           | 175,23      | 2  | 70,35 | 2  | 104,88 |
| 3    | Madison Hubbell / Zachary Donohue      | 153,20      | 3  | 60,92 | 3  | 92,28  |
| 4    | Jekatierina Riazanowa / Ilja Tkaczenko | 145,56      | 4  | 59,79 | 5  | 85,77  |
| 5    | Alexandra Paul / Mitchell Islam        | 143,77      | 7  | 53,74 | 4  | 90,03  |
| 6    | Nielli Żyganszyna / Alexander Gazsi    | 138,16      | 5  | 55,19 | 6  | 82,25  |
| 7    | Charlène Guignard / Marco Fabbri       | 134,28      | 8  | 52,03 | 7  | 82,25  |
| 8    | Aleksandra Stiepanowa / Iwan Bukin     | 133,12      | 6  | 55,63 | 8  | 77,49  |